# 澳大利亚西部高原
澳大利亚西部高原，有时指澳大利亚古地台,是澳大利亚最大的内流水系分布区，是古冈瓦纳大陆的古代古地台的重要组成部分。这一地区占到2/3个大陆的面积，约2,700,000平方千米包括西澳大利亚州，南澳大利亚州和北部地区。对比来看，这一地区约合4个德克萨斯州的大小，或者包括从波兰向西到葡萄牙的欧洲大陆的面积。这是澳大利亚最大的内流水系分布区。
这一区域很少下雨，有少量常年存在的泉眼。除非下暴雨，否则不会存在任何的地表水。大多数地区都是覆盖着厚厚的沙漠或者长着矮小灌木和草丛的石漠。这一地区的常年累计降水量在100 mm到350 mm之间，但是极难预测。
这里没有常年水源补给。一般地，这里的水都会流向内陆，但是这里富含水的岩石造就了地下排水系统。